# Cornollo
Cornollo (en eonaviego, Cornoyo) es una aldea perteneciente a la parroquia de San Martín del Valledor, en el concejo de Allande, comarca del Narcea, Principado de Asturias, España.